# Динамічна вебсторінка
Динамічна вебсторінка (англ. dynamic web page) — вебсторінка, вміст якої може змінюватись.
В початковому варіанті гіпертекстова навігація відбувалася між «статичними» документами. Однак з часом до вебсторінок було додано інтерактивності, і такі сторінки почали називати динамічними. Наповнення (контент) такої вебсторінки може замінюватися залежно від певних умов та/або дій.
Існує два шляхи для створення динамічних сторінок:
1. Використання скриптів, що виконуються в браузері користувача (англ. client-side scripting) для зміни вмісту сторінки залежно від певних дій користувача. Для зміни не потрібно повного перезавантаження сторінки.
2. Використання програм, що виконуються на сервері (англ. server-side scripting) для зміни наповнення сторінки, що передається браузеру користувача. Інформація може змінюватися залежно від даних, відправлених у HTML формі, параметрів в URL, типу браузера, дати або часу доби та інших умов.

Результат використання будь-якої техніки може бути описано як динамічну вебсторінку.
Сторінки, побудовані за першим варіантом зазвичай використовують скриптові мови що використовуються для Dynamic HTML (DHTML) — JavaScript або ActionScript. Для додавання відео, звуків та графічних ефектів може бути використано технологію Flash.
Починаючи з 2005 року почала здобувати популярність технологія AJAX, що дозволяє доставляти інформацію з сервера без перезавантаження сторінки.
Сторінки, побудовані за другим варіантом можуть використовувати такі скриптові мови як PHP, Perl, ASP, JSP та інші.